# 南足柄市立岡本小学校
南足柄市立岡本小学校（みなみあしがらしりつ おかもとしょうがっこう）は、神奈川県南足柄市塚原にある公立小学校。

## 沿革
- 1875年（明治8年）5月 - 日向天王院に「日向館」創立。沼田西念寺、東栢山善栄寺、壗下善福寺に支校を置く[1]。
- 1876年（明治9年）4月 - 「塚原学校」に改称[1]。
- 1878年（明治11年）5月 - 「駒千代学校」に改称[1]。
- 1892年（明治25年）4月 - 「尋常岡本小学校」に改称[1]。
- 1923年（大正12年）4月 - 「岡本尋常高等小学校」に改称[1]。
- 1941年（昭和16年）4月 - 「岡本村国民学校」に改称[1]。
- 1947年（昭和22年）4月 - 「岡本村立岡本小学校」に改称[1]。
- 1955年（昭和30年）4月 - 町村合併により、「南足柄町立岡本小学校」に改称[1]。
- 1956年（昭和31年）3月 - 開港80周年記念式挙行、記念誌発行、校歌制定[1]。
- 1972年（昭和47年）4月 - 市制施行により「南足柄市立岡本小学校」に改称[1]。
- 1975年（昭和50年）10月 - 開校100周年記念式挙行[1]。

## 学校教育目標
夢に向かって未来を拓く お か も と の子の育成

## 通学区域
出典
- 駒形新宿
- 山崎
- 日向
- 板屋窪
- 日影
- 台河原
- 生駒（字壗下、上原および下川原339番地から342番地までを除く）

## アクセス
- 伊豆箱根鉄道大雄山線塚原駅下車 徒歩15分[3]